# Ямагуті Тосіхіро
Тосіхіро Ямагуті (яп. 山口敏弘, нар. 19 листопада 1971, Префектура Кумамото) — японський футболіст, що грав на позиції півзахисника.
Виступав, зокрема, за клуб «Гамба Осака», а також національну збірну Японії.

## Клубна кар'єра
У дорослому футболі дебютував 1993 року виступами за команду клубу «Гамба Осака», в якій провів три сезони, взявши участь у 97 матчах чемпіонату. Більшість часу, проведеного у складі «Гамби», був основним гравцем команди.
Протягом 1996—1997 років захищав кольори команди клубу «Кіото Санга».
Завершив професійну ігрову кар'єру у клубі «Санфрече Хіросіма», за команду якого виступав протягом 1998—2000 років.

## Виступи за збірну
У 1994 році дебютував в офіційних матчах у складі національної збірної Японії. Протягом кар'єри у національній команді, яка тривала усього 2 роки, провів у формі головної команди країни 4 матчі.
У складі збірної був учасником розіграшу Кубка конфедерацій 1995 року у Саудівській Аравії.

### Статистика
Статистика виступів у національній збірній.
| Збірна Японії | Збірна Японії | Збірна Японії |
| Роки          | Ігри          | голи          |
| ------------- | ------------- | ------------- |
| 1994          | 2             | 0             |
| 1995          | 2             | 0             |
| Усього        | 4             | 0             |